# ماکسیم مانوکیان
ماکسیم مانوکیان (ارمنی: Մաքսիմ Մանուկյան؛ زادهٔ ۱۰ دسامبر ۱۹۸۷ در گیومری) یک کشتی‌گیر اهل ارمنستان بود. از افتخارات وی می‌توان به کسب مدال طلا مدال مسابقات قهرمانی کشتی جهان ۲۰۱۷ و برنز مسابقات قهرمانی کشتی جهان ۲۰۱۸ اشاره کرد. مانوکیان در سال ۲۰۱۶ میلادی در المپیک ریو در وزن ۸۵ کیلو حاضر بود که در دور نخست به ویکتور لورینس کشتی‌گیر مجارستانی باخت و با توجه به شکست این کشتی‌گیر، مانوکیان از دور رقابت‌ها کنار رفت.